# 太平里站

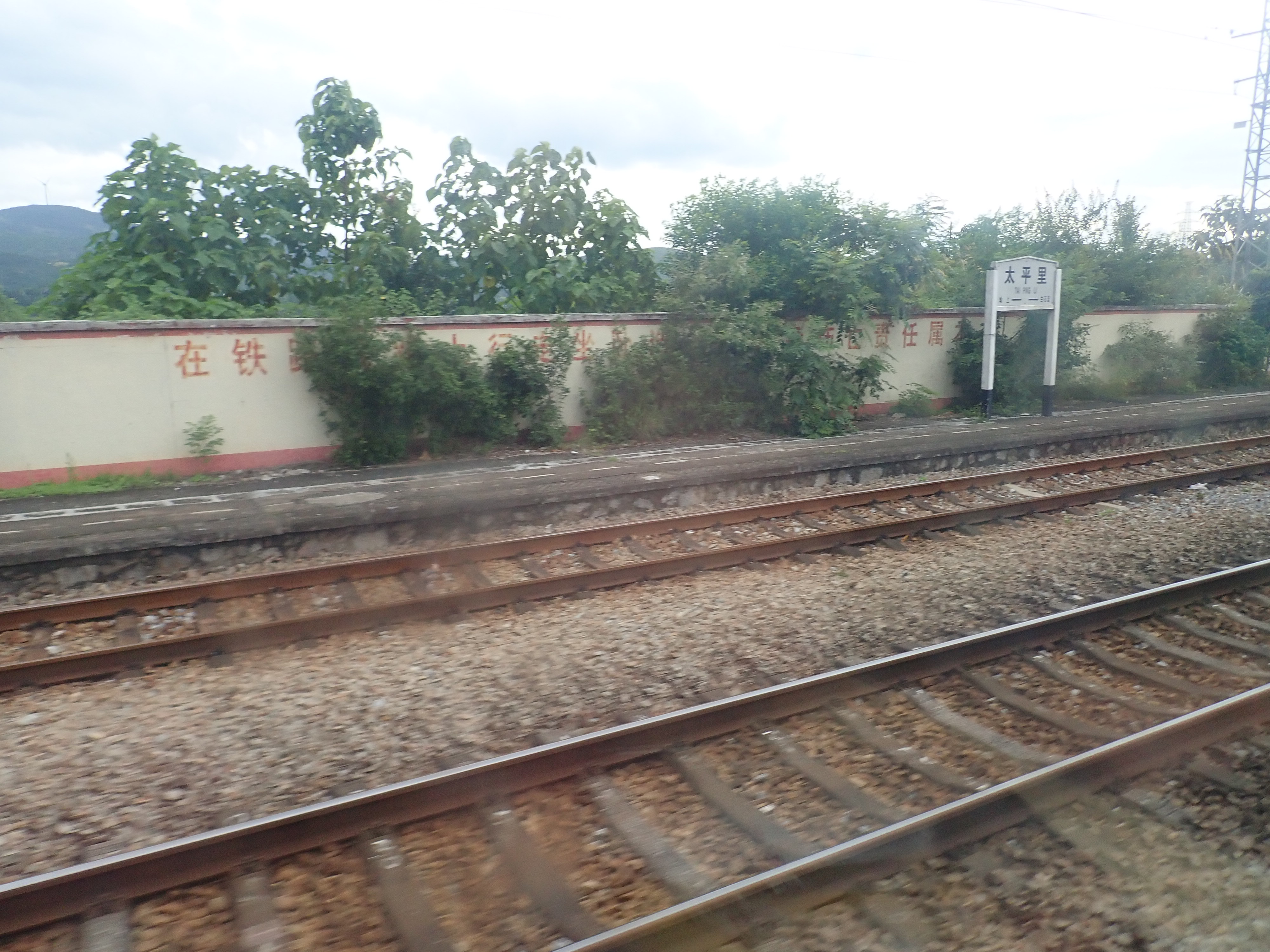
2019年，列车上拍摄的太平里站站牌

太平里站是一个京广线上的铁路车站，位于湖南省郴州市宜章县五岭乡太平里，目前为四等站，邮政编码为424200。目前客运：办理旅客乘降；行李、包裹托运；不办理货物发送、到达业务
车站建于1936年，当时站内仅设有2条股道。在京广铁路衡广复线建设期间在原址以南500米建设新站，1988年11月24日建成开通。新站站房面积641平方米，站内设有2台5线。